# ジョナサン・ティエナン＝ロック
ジョナサン・ティエナン・ロック（Jonathan Tiernan-Locke 1984年12月26日- ）はイギリス、プリマス出身の自転車競技（ロードレース）選手。

## 来歴
15歳でレース用のマウンテンバイクを始め、18歳の時にロードレーサーに乗り始めた。
2010年、ラファコンドール・シャープに移籍。
- ツールド・ノルマンディ 総合60位
- en:Rás Tailteann 総合5位

2011年
- ツアー・オブ・ブリテン 総合5位、山岳賞[2]。
- ツール・ド・コリア 総合4位
- レオン一周 総合2位

2012年、エンデューラレーシングに移籍。
- ツール・メディテラネアン 総合優勝、区間2勝(第1、4)、ポイント賞
- ツール・デュ・オー・ヴァル 総合優勝、区間1勝(第2)、ポイント賞
- ブエルタ・ア・ムルシア 総合2位
- ツール・アルザス 総合優勝、区間2勝(第2、4)、ポイント賞、山岳賞
- レオン一周 総合6位
- ツアー・オブ・ブリテン 総合優勝
- ロードレース世界選手権・個人ロードレース 19位

2013年、チームスカイに移籍。